# Yōko Ishida
Yoko Ishida (石田 燿子 Ishida Yōko?, nacida el 7 de octubre de 1973 en Niigata) es una cantante japonesa conocida por interpretar los temas musicales de series de anime tales como Prétear, Ai Yori Aoshi, las series de Ah! My Goddess y de Strike Witches, así como la serie de CD de Para Para Max. Actualmente trabaja bajo la firma Solid Vox y anteriormente lo hacía bajo Hyper Voice Managements.

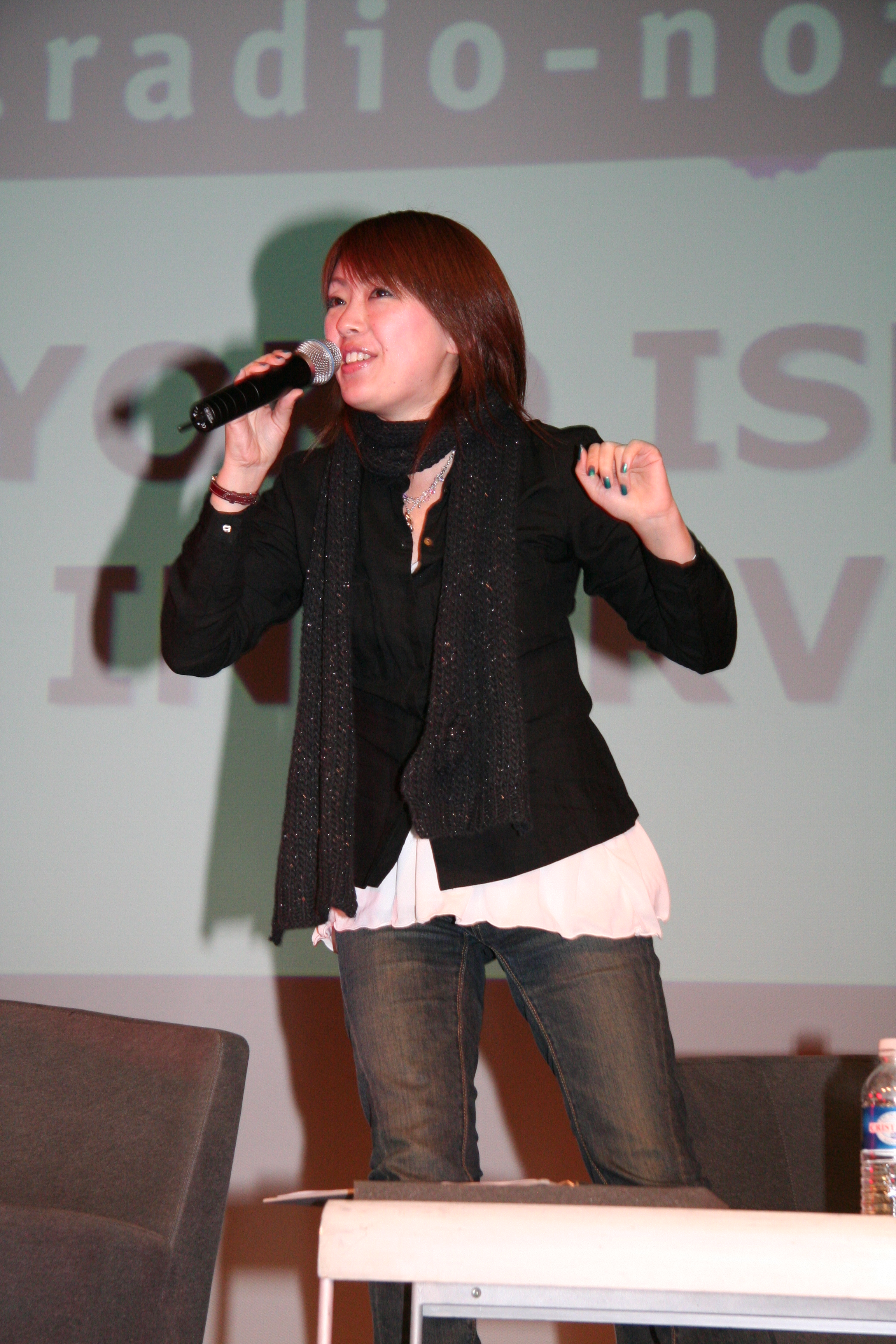
Yoko Ishida en el Manga Expo 2 (París), 2007

Ishida ingresó a la industria del entretenimiento en 1990 después de ganar un concurso para convertirse en cantante de series de anime. Debutó en 1993 con la canción "Otome no Policy", para los créditos del anime Sailor Moon R, momento durante el cual su nombre figuraba como 石田よう子; sin embargo, lo cambió a los caracteres actuales (石田燿子) luego de firmar con el sello discográfico Pioneer LDC (ahora Geneon Universal Entertainment). Desde aquel entonces ha regresado a su sello original Nippon Columbia. Además de temas de anime, también ha interpretado canciones infantiles.
Yoko Ishida contrajo matrimonio en 2008 y dio a luz a su primer hijo el año siguiente.

## Discografía

### Sencillos
- 1993-03-21: "Otome no Policy" — tema final de la serie de anime Sailor Moon R
- 1993-07-21: "Kaze no Senshi" — tema de inserto de la serie tokusatsu Gosei Sentai Dairanger
- 1994-08-01: "Yasashisa no Tamatebako"
- 1995-06-21: "Choppiri Chef Kibun"
- 1995-11-01: "Zukkoke Paradise"
- 2001-10-24: "Sugar Baby Love" — tema de introducción para la serie de anime A Little Snow Fairy Sugar
- 2002-04-24: "Towa no Hana" — tema de introducción para la serie de anime Ai Yori Aoshi
- 2002-11-07: "Ienai Kara" — tema de introducción para la serie de anime Petite Princess Yucie

(Lado B del sencillo "Egao no Tensai" de Puchi Puris)
- 2003-02-26: "Shinjitsu no Tobira" — tema de introducción para la serie de anime Gunparade March ~aratanaru kougunka~
- 2003-10-29: "Takaramono" — tema de introducción para la serie de anime Ai yori Aoshi ~enishi~
- 2004-04-28: "Natsuiro no Kakera" — tema final para la serie de anime Kono Minikuku mo Utsukushii Sekai

(Lado B del sencillo metamorphose de Yoko Takahashi)
- 2005-01-26: "OPEN YOUR MIND ~chiisana hane hirogete~ — tema de introducción para la serie de anime Ah! My Goddess
- 2006-02-08: "Aka no Seijaku" — segundo tema final para la serie de anime Shakugan no Shana
- 2006-04-26: "Shiawase no Iro" — tema de introducción para la serie de anime Ah! My Goddess: Sorezore no Tsubasa
- 2008-08-20: "STRIKE WITCHES ~Watashi ni Dekiru Koto~" — tema de introducción para la serie de anime Strike Witches
- 2010-03-17: "private wing" — tema de introducción para el juego de Nintendo DS Strike Witches: Soukuu no Dengekisen - Shintaichou Funtou suru y el juego de PlayStation 2 Strike Witches: Anata to Dekiru Koto - A Little Peaceful Days
- 2010-08-04: "STRIKE WITCHES 2 ~Egao no Mahou~" — tema de introducción para la serie de anime Strike Witches 2
- 2014-09-20: "Connect Link" - tema de introducción para el primer episodio de la serie de OVAs Strike Witches: Operation Victory Arrow, St. Trond's Thunder
- 2014-11-26: "COLORFUL BOX" - tema de introducción para la serie de anime Shirobako

### Álbumes
- 2003-02-26: sweets[2]
- 2004-08-25: Hyper Yocomix
- 2005-03-09: all of me
- 2006-08-25: Hyper Yocomix 2
- 2007-09-21: Single Collection
- 2008-06-25: Hyper Yocomix 3
- 2010-12-08: Another Sky